# Ca Missola
Ca Missola és una obra de Capellades (Anoia) protegida com a Bé Cultural d'Interès Local.

## Descripció
Es tracta d'una casa formada per dos cossos de diferents altures. Destaca el cos corresponent al número 10, per la façana de pedra amb només tres petites obertures, una a cada planta, amb llinda i brancals de pedra. Interiorment, el número 10, compta amb un soterrani que està cobert amb voltes de pedra. El segon cos, el número 8, denota haver sofert més reformes. Aquesta part conserva l'antic pati rectangular i els arcs de pedra de les galeries que hi donaven, el qual va ser cobert i adaptat com a menjador del restaurant.

## Història
Aquesta edificació ha estat durant pràcticament quatre dècades vinculada a Amadeu Freixas i Vivó (1922-2004), pintor nascut a Capellades.